# Strange Fruits and Undiscovered Plants
Strange Fruits and Undiscovered Plants é o primeiro Album da banda DeWolff lançado em 2009.

## Faixas
| N.º            | Título                           | Duração |  |
| 1.             | "Mountain"                       | 4:29    |  |
| 2.             | "Medicine"                       | 4:34    |  |
| 3.             | "Don't You Go Up The Sky"        | 4:17    |  |
| 4.             | "Desert Night"                   | 2:53    |  |
| 5.             | "Wicked Moon"                    | 3:16    |  |
| 6.             | "Birth Of The Ninth Sun"         | 7:41    |  |
| 7.             | "Parloscope"                     | 4:57    |  |
| 8.             | "Fire Fills The Sky"             | 4:08    |  |
| 9.             | "Red Sparks Of The Morning Dusk" | 3:27    |  |
| 10.            | "Silver Lovemachine"             | 10:10   |  |
| 11.            | "Leather God"                    | 01:51   |  |
| Duração total: | Duração total:                   | 51:00   |  |

## Créditos
- Pablo van de Poel - guitarra e vocal (2007 - presente)
- Robin Piso - hammond organ e vocal (2007 - presente)
- Luka van de Poel - bateria (2007 - presente)